# Самарканд
Самарканд (узб. Самарқанд / Samarqand) је град у Узбекистану. Има 412.300 становника. Познат је био као средишња тачка пута свиле између Кине и Запада. Већина становништва су Таџици. Град стар 2700 година налази се на Унесковом списку светске културне баштине. Постоје докази о људској активности на подручју града из касне палеолитске ере, мада не постоје директни докази о оснивању Самарканда; неке теорије тврде да је град основан између 8. и 7. века п. н. е. Самарканд је у средњем веку био велики научни и културни центар. Услед његове локације у Самарканду остајало велико богатство због великога броја каравана, који су се у Самарканду одмарали.
Град је познат по томе што је исламски центар за научно проучавање. У 14. веку је постао главни град царства Тимура (Тамерлан) и место је његовог маузолеја (Гур-е Амир). Џамија Биби-Каним, обновљена током совјетског доба, остаје једна од најистакнутијих градских знаменитости. Трг Регистана у Самарканду био је древно средиште града, а вежу га три монументалне верске зграде. Град је пажљиво очувао традицију древних заната: везење, везење златом, ткање свиле, гравура на бакру, керамика, резбарење и сликање на дрвету.
Савремени Самарканд је подељен на два дела: стари град и нови град који је развијен за време Руског царства и Совјетског Савеза. Стари град укључује историјске споменике, продавнице и старе приватне куће, док нови град обухвата управне зграде заједно са културним центрима и образовним установама.
Самарканд има мултикултуралну и вишејезичну историју која је значајно измењена процесом разграничења у Централној Азији након распада СССР. Многи становници града су матерњи говорници или говоре таџикистанског језика, док је узбекистански службени језик, а руски се такође широко користи у јавној сфери, у складу са језичком политиком Узбекистана.

## Историја
Уз Бухару, Самарканд је један од најстаријих насељених градова у централној Азији, који просперира из свог положаја на трговачком путу између Кине и Европе . Нема директних доказа о томе када је основана. Истраживачи са Института за археологију Самарканда датирају оснивање града у 8.–7. век пре нове ере.
Археолошка ископавања спроведена у границама града као и у приградским областима  открила су 40.000 година старе доказе људског присуства, који датирају из периода горњег палеолита.
Од својих најранијих дана, Самарканд је био један од главних центара согдијске цивилизације. Био је главни град персијске сатрапије Согдијане за време владавине Ахеменида. Александар Македонски је освојио Самарканад 329. п. н. е. Грци су град звали Мараканда (Μαρακανδα). Иако се у подручју говорило ирански није био политички уједињен са Ираном од тога доба све до арапских освајања. Под владавином Абасида сазнали су тајну прављења папира од двојице Кинеза, који су били заробљени 751. Прва фабрика папира у исламском свету основана је у Самарканду. Откриће се одатле раширило по исламском свету, а одатле у Европу, или кроз Шпанију или преко крсташа.
Од 6. до 13. века град је био већи и богатији од савременог Самарканда. Самарканд су контролисали Западни Турци, Арапи, персијски Саманиди, караканидски Турци, Селџуци, Каракитајски Канат и царство Хорезм. Монголи су опљачкали град 1220. Мало становништва је преживело монголски напад. Још једном су Монголи опљачкали град кад је кану Бараку био потребан новац да плати војску. Требало је много декада да се Самарканд опорави од тих несрећа.
Тимур Ленк је 1370. одредио Самарканд као главни град свога огромнога царства, од Индије до Турске. Током 35 година градио је нови град. Доводио је уметнике и занатлије из свих земаља, које би освојио. Тимур Ленк је био цењен као мудар и дарежљив владар, а Самарканд је растао. Тимуров унук Улугбег владао је 40 година. Улугбег је створио научну школу, која је окупљала најбоље астрономе и математичаре. Наредио је градњу опсерваторије. Садржавала је огроман, али изузетно прецизан мраморни секстант са луком дужине 63 метра.
У 16. веку узбечка династија Шајбанида преместила је престолницу у Бухару и Самарканд је почео назадовати. После напада персијског ратника Надира шаха Самарканд је напуштен у 18. веку. Од 1599. до 1756. године, Самаркандом је владала аштраканидска грана Бухарског каната. Од 1756. до 1868. њиме су владали Мангхудски емири Бухаре. Оживљавање града почело је за време владавине оснивача узбекистанске династије, Мангита, Мухамеда Рахима (1756–1758). Мухамед Ракхимби је покушао да обнови Самарканд.
Дошао је под руску власт 1868, када је тврђаву заузео пуковник Абрамов. После тога 500 Руса је било под опсадом, али су се успели одбранити. Касније је Самарканд постао центар руског Туркестана. Добио је на значају када је новоизграђена транскаспијска железница досегла Самарканд 1888. Био је од 1925. до 1930. главни град Узбечке ССР. Током Другог светског рата, након што је нацистичка Немачка извршила инвазију на Совјетски Савез, један број грађана Самарканда је послат у Смоленск да се боре против непријатеља . Многе су нацисти заробили или убили.
Проучавање историје Самарканда од стране Европљана почело је након освајања Самарканда од стране Руске империје 1868. године. Прве студије историје Самарканда написали су аутори Н. Веселовски, В. Бартолд и В. Вјаткин. У совјетском периоду, објављен је сиже историје града, у двотомној Историји Самарканда коју је уредио узбекистански академик Иброхим Моʻминов.
На иницијативу академика Академије наука Узбекистанске ССР И. Муминова и уз подршку Шарафа Рашидова, 1970. године ује обележена 2500-годишњица Самарканда. С тим у вези, отворен је споменик Улуг-бег, основан је Музеј историје Самарканда, припремљена је и објављена двотомна историја Самарканда.
Након стицања независности Узбекистана, објављено је неколико монографија о античкој и средњовековној историји Самарканда.
Модерни Самарканд је живахан град, а 2019. године град је био домаћин првог Самаркандског полумаратона.

## Етимологија
Назив потиче из иранских језика персијски и согдијски samar „камен, стена“ и kand, што значи тврђава, град. У том погледу, Самарканд има исто значење као име главног града Узбекистана Ташкента, при чему јеtash- турски израз за „камен“, а -kent турски аналог од kand позајмљеног из иранских језика.
Према научнику из 11. века Махмуду ал-Кашгарију, град је у Караханидима био познат као Sämizkänd (سَمِزْکَنْدْ‎ ), што значи „дебели град“. Могулски цар Бабур из 16. века такође је помињао град под овим именом, а кастиљански путник из 15. века Руј Гонзалез де Клавихо тврдио је да је Самарканд једноставно искривљени облик ове речи.

## Становништво
Према званичним извештајима, већина становника Самарканда су Узбеци, док многи извори наводе да је град већински насљен Таџицима, до 70 процената градске популације. Таџици су посебно концентрисани у источном делу града, где су главне архитектонске знаменитости. Према различитим независним изворима, Таџици су већинска етничка група Самарканда. Етнички Узбеци су друга највећа група и највише су концентрисани на западу Самарканда. Тачне демографске бројке је тешко добити пошто се неки људи у Узбекистану идентификују као „узбекистанци“ иако говоре таџикистански као свој матерњи језик, често зато што их централна влада региструје као Узбекистанце упркос њиховом таџикистанском језику и идентитету.
У Самарканду такође живе више иранских народа, Руса, Украјинаца, Белоруса, Јермена, Азербејџана, Татари, Корејци, Пољаци и Немци, сви живе првенствено у центру и западним деловима града. Ови народи су емигрирали у Самарканд од краја 19. века, посебно током совјетске ере; углавном говоре руски језик.
На крајњем западу и југозападу Самарканда живе Арапи из централне Азије, који углавном говоре узбечки језик; само мали део старије генерације говори средњоазијски арапски. У источном Самарканду некада је постојала велика махала бухарских (средњоазијских) Јевреја, али почевши од 1970-их, стотине хиљада Јевреја напустило је Узбекистан и преселило се у Израел, Сједињене Америчке Државе, Канаду, Аустралију и Европу. У Самарканду је данас остало свега неколико јеврејских породица.

У источном делу Самарканда постоји неколико квартова у којима живе централноазијски „Цигани“ ( Љули, Ђуги, Парја и друге групе). Ови народи су почели да пристижу у Самарканд пре неколико векова из данашње Индије и Пакистана. Углавном говоре дијалект таџикистанског језика, као и сопствене језике.
| Година       |
| Становништво |
| ------------ |

## Језик
Државни и службени језик у Самарканду, као и у целом Узбекистану, је узбекистански језик . Узбекистански је један од турских језика и матерњи језик Узбека, Туркмена, Самаркандијских Иранаца и већине Самаркандијских Арапа који живе у Самарканду.
Као и у остатку Узбекистана, руски језик је дефакто други званични језик у Самарканду, а око 5% знакова и натписа у Самарканду је на овом језику. Руси, Белоруси, Пољаци, Немци, Корејци, већина Украјинаца, већина Јермена, Грка, неки Татари и неки Азербејџанци у Самарканду говоре руски. У Самарканду излази неколико новина на руском језику, од којих је најпопуларнији Самаркандский вестник. Самаркандијски ТВ канал СТВ неке емисије емитује на руском језику.
Најчешћи матерњи језик у Самарканду је таџички језик, који је дијалект или варијанта персијског језика. Самарканд је био један од градова у којима се развио персијски језик. Многи класични персијски песници и писци живели су или посећивали Самарканд током миленијума, а најпознатији су Фердуси, Омар Хајам, Џами, Рудаки, Сузани Самарканди и Камал Куџанди.
Док је званичан став да је узбечки језик најчешћи језик у Самарканду, неки подаци говоре да га само око 30% становника говори као матерњи језик. За осталих 70% таџикистански је матерњи језик, узбечки је други језик, а руски трећи. Међутим, пошто у Узбекистану није спроведен попис становништва од 1989. године, нема тачних података о овом питању. Упркос томе што је таџички језик други најчешћи језик у Самарканду, он не ужива статус званичног или регионалног језика. Ипак, на Државном универзитету у Самарканду десет факултета нуди предавања на таџикистанском језику, а на катедри за таџикистански језик и књижевност уписује се преко 170 студената. Само једна новина у Самарканду излази на таџикистанском ћириличном таџичком писму: Ови Самарканд — Глас Самарканда. Локални Samarkandian ST и ТВ канали Самарканд имају неке емисије на таџичком језику, као и једна регионална радио станица. 2022. године у Самарканду је покренут квартални књижевни часопис на таџичком.
Поред узбекистанског, таџичког и руског, матерњи језици који се говоре у Самарканду су украјински, јерменски, азербејџански, татарски, кримски татарски, арапски (за веома мали проценат Самаркандијских Арапа) и други.
Модерни Самарканд је живахан град, а 2019. године град је био домаћин првог Самаркандског полумаратона. 2022. ово је такође укључивало пун маратон по први пут.

## Религија
Хришћанство се појавило у Самарканду када је био део Согдијане, много пре продора ислама у Централну Азију. Град је тада постао један од центара несторијанства у Централној Азији. Већину становништва тада су чинили Зороастријанци, али пошто је Самарканд био раскрсница трговачких путева између Кине, Персије и Европе, био је верски толерантан. Под Омајадским калифатом, зороастријце и несторијанце су прогонили арапски освајачи; преживели су побегли на друга места или су прешли у ислам. У Самарканду је подигнуто неколико несторијанских храмова, али они нису сачувани. Остатке ових храмова пронашли су археолози на древном локалитету Афрасијаб и на периферији Самарканда. У три деценије 1329–1359, Самаркандска епархија Римокатоличке цркве опслуживала је неколико хиљада католика који су живели у граду. Хришћанство се поново појавило у Самарканду неколико векова касније, од средине 19. века па надаље, након што је град заузела Руска Империја. Руско православље је у Самарканд уведено 1868. године, а подигнуто је неколико цркава и храмова. Почетком 20. века изграђено је још неколико православних катедрала, цркава и храмова, од којих је већина срушена док је Самарканд био део СССР-а. У данашње време, хришћанство је друга по величини религија у Самарканду, првенство кроз рад Руске православне цркве (Московска патријаршија). Више од 5% становника Самарканда су православци, углавном Руси, Украјинци и Белоруси, а такође и неки Корејци и Грци. У граду постоји неколико активних православних храмова: Саборна црква Светог Алексија Московског, Црква Покрова Пресвете Богородице и Црква Светог Георгија Победоносца. Постоји и велики број неактивних православних цркава и храмова, на пример црква Светог Ђорђа Победоносца. У Самарканду има и неколико десетина хиљада католика, углавном Пољака, Немаца и нешто Украјинаца. У центру Самарканда налази се католичка црква Светог Јована Крститеља, која је подигнута почетком 20. века. Самарканд је део Апостолске управе Узбекистана. У Самарканду је присутна и Јерменска апостолска црква, са неколико десетина хиљада верника у граду. Јерменски хришћани су почели да емигрирају у Самарканд крајем 19. века, што се посебно повећало у совјетско доба. У граду живи и неколико хиљада протестаната, укључујући лутеране, баптисте, мормоне, Јеховине сведоке, адвентисте и чланове корејске презбитеријанске цркве. Ови хришћански покрети су се појавили у Самарканду углавном након стицања независности Узбекистана 1991.
Ислам се појавио у Самарканду у 8. веку, током инвазије Арапа на Централну Азију (Халифат Омајада). Пре тога, скоро сви становници Самарканда су били зороастријанци, а у граду су живели и многи несторијанци и будисти. Од тог тренутка па надаље, током владавине многих муслиманских владајућих сила, у граду су изграђене бројне џамије, медресе, минарети, светилишта и маузолеји. Многи стари религијски објекти су сачувани. На пример, постоји Светиште имама Бухарија, исламског учењака који је аутор збирке хадиса познате као Сахих Бухари, коју сунитски муслимани сматрају једном од најаутентичнијих збирки хадиса. У Самарканду се такође налази храм имама Матуридија, оснивача матуризма и маузолеја пророка Данијела, који је поштован у исламу, јудаизму и хришћанству.
Већина становника Самарканда су муслимани, првенствено сунити (углавном ханефији ) и суфи. Отприлике 80–85% муслимана у граду су сунити, укључујући скоро све Таџике, Узбеке и Самаркандијске Арапе. Либерална политика председника Шавката Мирзијојева отворила је нове могућности за испољавање верског идентитета. У Самарканду је од 2018. године забележен пораст броја жена које носе хиџаб.
Самаркантски вилајет је један од два региона Узбекистана (заједно са Бухарским вилајетом ) који су дом великог броја шиита. Укупан број становника Самаркандског вилајета је више од 3.720.000 људи (2019).
Не постоје тачни подаци о броју шита у граду Самарканду, али град има неколико шиитских џамија и медреса. Највеће од њих су панџабска џамија, панџабска медреса и маузолеј Мурада Авлије. Сваке године шиити Самарканда славе Ашуру, као и друге незаборавне шиитске датуме и празнике.
Самаркантски вилајет је један од два региона Узбекистана (заједно са Бухарским вилајетом ) који су дом великог броја шиита. Укупан број становника Самаркандског вилајета је више од 3.720.000 људи (2019).
Не постоје тачни подаци о броју шита у граду Самарканду, али град има неколико шиитских џамија и медреса. Највеће од њих су панџабска џамија, панџабска медреса и маузолеј Мурада Авлије. Сваке године шиити Самарканда славе Ашуру, као и друге незаборавне шиитске датуме и празнике.
Шиити у Самарканду су углавном Самаркандијски Иранци, који себе називају Ирани. Њихови преци су почели да пристижу у Самарканд у 18. веку. Неки су мигрирали тамо у потрази за бољим животом, други су тамо продани као робови од стране туркменских пљачкаша, а трећи су били војници који су послани у Самарканд. Углавном су долазили из Хорасана, Машхада, Сабзевара, Нишапура и Мерва; и секундарно из иранског Азербејџана, Занџана, Табриза и Ардабила. Азербејџанци, као и мали број Таџика и Узбека су такође шити.

## Географија

### Клима
Самарканд има медитеранску климу (Кепенова класификација климата Csa) која се блиско граничи са полусушном климом (BSk) са топлим, сувим летима и релативно влажним, варијабилним зимама током којих се измењују периоди топлог времена са периодима хладног времена. Јул и август су најтоплији месеци у години са температурама које досежу и премашују, 40 °C. Већина оскудних падавина се прима од децембра до априла. Јануар 2008. био је посебно хладан, а температура је пала на −22 °C (−8 °F)
| Клима Самарканда (1981–2010)    | Клима Самарканда (1981–2010) | Клима Самарканда (1981–2010) | Клима Самарканда (1981–2010) | Клима Самарканда (1981–2010) | Клима Самарканда (1981–2010) | Клима Самарканда (1981–2010) | Клима Самарканда (1981–2010) | Клима Самарканда (1981–2010) | Клима Самарканда (1981–2010) | Клима Самарканда (1981–2010) | Клима Самарканда (1981–2010) | Клима Самарканда (1981–2010) | Клима Самарканда (1981–2010) |
| Показатељ \ Месец               | .Јан.                        | .Феб.                        | .Мар.                        | .Апр.                        | .Мај.                        | .Јун.                        | .Јул.                        | .Авг.                        | .Сеп.                        | .Окт.                        | .Нов.                        | .Дец.                        | .Год.                        |
| ------------------------------- | ---------------------------- | ---------------------------- | ---------------------------- | ---------------------------- | ---------------------------- | ---------------------------- | ---------------------------- | ---------------------------- | ---------------------------- | ---------------------------- | ---------------------------- | ---------------------------- | ---------------------------- |
| Апсолутни максимум, °C (°F)     | 23,2 (73,8)                  | 26,7 (80,1)                  | 31,7 (89,1)                  | 36,2 (97,2)                  | 39,5 (103,1)                 | 41,4 (106,5)                 | 42,4 (108,3)                 | 41,0 (105,8)                 | 38,6 (101,5)                 | 35,2 (95,4)                  | 29,9 (85,8)                  | 27,5 (81,5)                  | 42,4 (108,3)                 |
| Максимум, °C (°F)               | 6,8 (44,2)                   | 9,1 (48,4)                   | 14,2 (57,6)                  | 21,1 (70)                    | 26,4 (79,5)                  | 32,2 (90)                    | 34,1 (93,4)                  | 32,9 (91,2)                  | 28,3 (82,9)                  | 21,6 (70,9)                  | 15,3 (59,5)                  | 9,1 (48,4)                   | 20,9 (69,6)                  |
| Просек, °C (°F)                 | 1,9 (35,4)                   | 3,6 (38,5)                   | 8,5 (47,3)                   | 14,9 (58,8)                  | 19,8 (67,6)                  | 25,0 (77)                    | 26,7 (80,1)                  | 25,2 (77,4)                  | 20,1 (68,2)                  | 13,6 (56,5)                  | 8,4 (47,1)                   | 3,8 (38,8)                   | 14,3 (57,7)                  |
| Минимум, °C (°F)                | −1,7 (28,9)                  | −0,5 (31,1)                  | 4,0 (39,2)                   | 9,4 (48,9)                   | 13,5 (56,3)                  | 17,4 (63,3)                  | 18,9 (66)                    | 17,4 (63,3)                  | 12,7 (54,9)                  | 7,2 (45)                     | 3,4 (38,1)                   | −0,2 (31,6)                  | 8,5 (47,3)                   |
| Апсолутни минимум, °C (°F)      | −25,4 (−13,7)                | −22 (−8)                     | −14,9 (5,2)                  | −6,8 (19,8)                  | −1,3 (29,7)                  | 4,8 (40,6)                   | 8,6 (47,5)                   | 5,9 (42,6)                   | 0,0 (32)                     | −6,4 (20,5)                  | −18,1 (−0,6)                 | −22,8 (−9)                   | −25,4 (−13,7)                |
| Количина падавина, mm (in)      | 41 (1,61)                    | 46 (1,81)                    | 69 (2,72)                    | 60 (2,36)                    | 36 (1,42)                    | 6 (0,24)                     | 4 (0,16)                     | 1 (0,04)                     | 4 (0,16)                     | 17 (0,67)                    | 34 (1,34)                    | 47 (1,85)                    | 365 (14,37)                  |
| Дани са кишом                   | 8                            | 10                           | 13                           | 11                           | 9                            | 3                            | 2                            | 1                            | 2                            | 6                            | 8                            | 9                            | 82                           |
| Дани са снегом                  | 9                            | 7                            | 3                            | 0,3                          | 0,1                          | 0                            | 0                            | 0                            | 0                            | 0,3                          | 2                            | 6                            | 28                           |
| Релативна влажност, %           | 76                           | 74                           | 70                           | 63                           | 54                           | 42                           | 42                           | 43                           | 47                           | 59                           | 68                           | 74                           | 59                           |
| Сунчани сати — месечни просек   | 132,9                        | 130,9                        | 169,3                        | 219,3                        | 315,9                        | 376,8                        | 397,7                        | 362,3                        | 310,1                        | 234,3                        | 173,3                        | 130,3                        | 2.953,1                      |
| Извор #1: Pogoda.ru.net         |                              |                              |                              |                              |                              |                              |                              |                              |                              |                              |                              |                              |                              |
| Извор #2: NOAA (sun, 1961–1990) |                              |                              |                              |                              |                              |                              |                              |                              |                              |                              |                              |                              |                              |

## Саобраћај
Самарканд има развијен систем јавног превоза. Од совјетских времена до данас, у Самарканду саобраћају општински аутобуси и такси возила ( ГАЗ-21, ГАЗ-24, ГАЗ-3102, ВАЗ-2101, ВАЗ-2106 и ВАЗ-2107). Аутобуси, углавном аутобуси SamAuto и Исузу, најчешћи су и најпопуларнији вид превоза у граду. Таксији, који су углавном Чевролет и Даеву лимузине, обично су жуте боје. Од 2017. године постоји и неколико трамвајских линија а коришћени трамваји су чешке производње. Од совјетске ере до 2005. године, Самарканђани су се користили и тролејбусе. Коначно, Самарканд има такозвану „Маршрутку“, а то су минибусеви Damas и GAZelle.
До 1950. године главни видови превоза у Самарканду били су кочије и „арабе“ са коњима и магарцима. Међутим, град је имао парни трамвај од 1924. до 1930. године, а модернијих трамваи су у граду фунционисали од 1947. до 1973. године.
На северу града налази се међународни аеродром Самарканд, који је отворен 1930-их, под Совјетима. Од пролећа 2019. Међународни аеродром Самарканд има летове за Ташкент, Нукус, Москву, Санкт Петербург, Јекатеринбург, Казањ, Истанбул и Душанбе а доступни су и чартер летови за друге градове.
Савремени Самарканд је важан железнички чвор Узбекистана, а кроз град пролазе све националне железничке руте исток-запад. Најважнији и најдужи од њих је Ташкент – Кунград . Брзи железнички возови Ташкент-Самарканд саобраћају између Ташкента, Самарканда и Бухаре. Самарканд има и међународне железничке везе: Саратов -Самарканд, Москва -Самарканд и Астана-Самарканд.

Између 1879. и 1891. године, Руско царство је изградило Транскаспијску железницу да би олакшало своје ширење у Централну Азију. Железница је настала у Красноводску (данас Туркменбаши ) на обали Каспијског мора. Крајња дестинација је првобитно била Самарканд, где је станица први пут отворена у мају 1888. Међутим, деценију касније, пруга је проширена на исток до Ташкента и Андијана, а име је промењено у Централноазијске железнице. Без обзира на то, Самарканд је остао једна од највећих и најважнијих станица Узбекистанске ССР и Совјетске Централне Азије.
- Жути таксији на улицама Самарканда
- Такси и трамвај у улици Рудаки у Самарканду
- Трамвај у Самарканду

## Туристичке атракције

### Регистан
Регистан је представљао центар средњовековног Самарканда. Састојао се од три велике медресе:
- Улугбегова медреса, коју је основао Улугбег 1420. године. Садржавала је мозаике и астрономске теме. Око 100 студената је ту учило науку, астрономију, филозофију и теологију.
- Шердар медреса, коју је 1636. године завршио шајбанидски емир, а била је копија Улугбегове медресе
- Тла-кари медреса, која је завршена 1660. године, а имала је златне декорације.

### Улугбегова опсерваторија
Улугбегова опсерваторија је саграђена 1420. и имала је највећи секстант, који је икада изграђен, а чији лук је имао 63 метра. Циљ је био да се звезде мере са највећом прецизношћу. Остаци су откопани 1908.

### Биби-Ханум џамија
Постоје тврдње да је жена Тимура Ленка градила ту џамију и да по њој носи име. Главна врата џамије су висока 35 m. Представља једну од највећих грађевина Самарканда. Срушена је у потресу 1897, па је реконструисана.

### Шах-и-Зинда
Маузолејски комплекс је основан у 15. веку на гробу Кусам ибн Абаса (рођака Мухамедовог), који је донио ислам у Самарканд. Ту се налази гробови ширих чланова породица Тимур Ленка и Улугбега.

### Пут свиле Самарканд
Пут свиле Самарканд је модеран мултиплекс. Комплекс се простире на 260 хектара и обухвата пословне и медицинске хотеле светске класе, ресторане, рекреативне садржаје, паркове, етнографски кутак и велику конгресну салу за одржавање међународних догађаја. Посетиоци Вечног града могу да пробају национална јела из различитих епоха и региона земље, као и да виде аутентичне уличне представе. Вечни град представља јединствену мешавину партске, хеленистичке и исламске културе. Пројекат је инспирисао и дизајнирао Бобур Исмоилов.

## Партнерски градови
- Фиренца
- Балх
- Бухара
- Нишапур
- Лахор
- Лавов
- Анталија
- Истанбул
- Измир
- Ескишехир
- Куско
- Мерв
- Мари
- Банда-Аћех
- Хучанд
- Кјонџу
- Краснојарск
- Њу Делхи
- Си'ан
- Мексико Сити
- Рио де Жанеиро
- Керуан
- Бремен
- Лион
- Лијеж
- Пловдив
- Јурмала
- Самара